# Jagoczany
Jagoczany (niem. do 1938 Jagotschen, 1938–1945 Gleisgarben) – wieś sołecka w Polsce położona w województwie warmińsko-mazurskim, w powiecie gołdapskim, w gminie Banie Mazurskie.
W latach 1975–1998 miejscowość administracyjnie należała do województwa suwalskiego.